# Kot Gayera-Andersona
Kot Gayera-Andersona – wykonana z brązu starożytna egipska figurka przedstawiająca kota. Znajduje się w zbiorach British Museum (nr inwentarzowy EA 64391).
Figurka pochodzi z Sakkary, datowana jest na Epokę Późną. Przypuszczalnie związana była z kultem bogini Bastet. Przedstawia siedzącego kota o wymiarach 42 cm wysokości i 13 cm szerokości. Na głowie i piersi kota umieszczono symbol skarabeusza. Zwierzę ma w nosie i uszach złote kolczyki, na szyi zaś posrebrzany łańcuszek z zawieszonym ochronnym amuletem z Okiem Horusa. Ozdoby te mogły zostać dodane do oryginalnej rzeźby w późniejszym czasie. Oczodoły kota są puste, w przeszłości jednak były przypuszczalnie czymś wypełnione.
Nazwa rzeźby pochodzi od mjr Gayera-Andersona, który w latach 30. XX wieku ofiarował ją Muzeum Brytyjskiemu. Wykonano ją metodą wosku traconego. Przeprowadzone w 2007 roku badania rentgenowskie pozwoliły ustalić skład chemiczny użytego do jej odlania brązu: 85% miedzi, 13% cyny, 2% arsenu i 0,2% ołowiu. Rzeźba zachowała się z ubytkami i pęknięciami, które zostały naprawione przed ekspozycją w Muzeum Brytyjskim.